# Al-'Uzzā
Al-ʿUzzā - che letteralmente significa "la Potentissima" - è il nome di una divinità femminile araba higiazena di epoca preislamica.
Con Manāt e Al-lāt faceva parte della triade femminile maggiormente venerata nell'Ḥijāz e, come tale, era oggetto di culto anche da parte dei Banū Quraysh di Mecca. Il suo nome compare già nelle epigrafi lihyanite, nabatee, thamudene e sud-arabiche, tanto da far pensare ad alcuni studiosi che ci si trovi di fronte al culto di una divinità paragonabile ad Afrodite.
Il fatto che i coreisciti avessero una loro propria divinità urbana, ospitata nel santuario della Kaʿba, non deve trarre in inganno in quanto Hubal era la divinità propria della tribù, mentre al-ʿUzzā era la divinità della stirpe dei Kināna cui, con ogni probabilità, facevano riferimento anche i Quraysh.
La divinità di al-ʿUzzā e quella di lāt erano a Mecca chiamate al-Gharānīq (in arabo ﺍﻟﻐﺮﺍﻧﻴﻖ‎?): vocabolo mirante ad esaltarne l'eccezionale bellezza ma che letteralmente significava "gru" o "cicogne", la cui particolare bellezza agli occhi dei coreisciti ci resterà con ogni probabilità del tutto ignota. È ricordata in Cor. LIII:19-20
(Traduzione di Alessandro Bausani)
in base a una tradizione di Ibn al-Kalbī, Maometto, ancora bambino e inconsapevole del destino profetico che lo attendeva, avrebbe immolato con lo zio Abū Ṭālib - il cui fratello Abū Lahab si chiamava ʿAbd al-ʿUzzā, vale a dire "servo di al-ʿUzzā" - una "pecora dal manto grigiastro" (shatan afrāʾ ).
Non aveva inizialmente un santuario (bayt) suo proprio ed era venerata sotto forma di sorgente (al-Buss) e di tre alberi appartenenti al genere delle acacie (samūrāt) nella valle di Ḥurāḍ, nell'oasi di Nakhla al-Shāmiyya (Il Palmeto siriano), distinto da Nakhla al-Yamaniyya (Il Palmeto yemenita), in cui, durante uno dei tanti fatti d'arme degli Ayyām al-ʿArab ( Ayyām Fijār ) s'erano rifugiati alcuni coreisciti che temevano per la propria vita e che, sfruttando la sacertà del posto, a tutti gli effetti ḥaram (interdetto, sacro), sfuggirono in quel modo a una fine pressoché certa.

Più tardi le fu costruito un santuario da parte di Ẓālim b. Asʿad, dei Banū Ghaṭafān, dotato di un bacino (ghabghab) in cui veniva raccolto il sangue delle vittime immolate in suo onore e alla sua custodia (sidāna) provvidero i B. Sulaym.
Tornando alla Mecca da Ṭāʾif dove aveva sondato la possibilità di trasferirsi per sfuggire l'atmosfera sempre più gravida di pericoli per lui stesso e il gruppo di fedeli musulmani che s'era formato, fu proprio a Nakhla che Maometto si fermò e, dopo aver invano chiesto protezione (amān) al clan materno dei B. Zuhra e al suo sayyid, al-Akhnas b. Sharīq, e poi a quello dei B. Āmir e al suo sayyid, Suhayl b. ʿAmr, riuscì infine a ottenere che al-Muʾṭim b. ʿAdī, sayyid dei B. Nawfal gli concedesse il suo amān.
Il luogo di Nakhla al-Shāmiyya fu distrutto dopo la conquista di Mecca del 631 d.C./8 dell'Egira, per ordine di Maometto, da Khālid b. al-Walīd e le tre acacie furono tagliate in quell'occasione alla radice.